# Morata de Jiloca
Morata de Jiloca (aragónul Morata de Xiloca) település Spanyolországban,  Zaragoza tartományban. Morata de Jiloca Alarba, Maluenda, Velilla de Jiloca, Mara és Fuentes de Jiloca községekkel határos. Lakosainak száma 235 fő (2024).

## Népesség
A település népessége az utóbbi években az alábbiak szerint változott:
| Lakosok száma | 325  | 307  | 292  | 306  | 280  | 236  | 282  | 302  | 250  | 235  |
|               | 2001 | 2004 | 2007 | 2009 | 2012 | 2014 | 2017 | 2019 | 2022 | 2024 |